# Astronauti per forza
Astronauti per forza (The Road to Hong Kong) è un film del 1962 diretto da Norman Panama. È una storia di ambientazione fantascientifica.
Si tratta dell'ultimo film della serie Road to.... Nel film appaiono in camei anche attori come Peter Sellers e Zsa Zsa Gábor (in una scena poi cancellata).

## Trama
Harry Turner e Chester Babcock, due truffatori, per uno scambio di persona si trovano implicati in un mondo fatto di spie e formule segrete che darebbero enorme potere e controllo a nazioni straniere. Diana infatti riconosce in Chester la persona a cui affidare il segreto che rivoluzionerebbe l'industria missilistica. I tre, inseguiti da spie, finiranno per fuggire nello spazio, raggiungendo un mondo lontano, Plutonium.

## Produzione
Il film fu prodotto dalla Melnor Films.

## Distribuzione
Nel Regno Unito, venne distribuito dall'United Artists Corporation. Uscì negli Stati Uniti - attraverso l'United Artists - uscì nelle sale il 22 maggio 1962 mentre in Italia venne distribuito il 17 agosto 1962	.